# Stane Derganc
Stane Derganc (Lubiana, 23 aprile 1893 – Ancarano, 9 agosto 1981) è stato un ginnasta jugoslavo.

## Palmarès

### Olimpiadi
- Bronzo a Amsterdam 1928 nel volteggio.
- Bronzo a Amsterdam 1928 nel concorso a squadre.